# Studio Västerås
Studio Västerås är en musikstudio i Västerås och en grupp ljudtekniker. Dessa är Mats Nyman, Martin Igelström, Stephan Lövstrand och Vladi Vargas. De arbetar med inspelningar för musikutgivning, film och teater.

## Musikstudion
Musikstudion består av ett stort inspelningsrum med ca 6 meter takhöjd. Kontrollrummet har både analoga externa effekter och digital inspelning och effekter. Studioutrustningen består bland annat av mixerbordet Euphonix CS 3000. Det är ett mixerbord som också använts vid inspelning och mixning av tex Bruce Springsteen och Britney Spears. Inom filmvärlden har det använts av bland annat Dennis Sands som varit ljudtekniker för långfilmer som Good Will Hunting, Independece Day och Forrest Gump.

## Musik (urval)
Martin Igelström gjorde inspelningen och mixningen av Jill Johnson som framförde rockklassikern Heartbreak Hotel, titelmelodin till långfilmen Heartbreak Hotel (2006). Han har gjort ca 100 inspelningar som givits ut på skiva med bland annat Bombshell Rocks, M.A. Numminen, Mariakören, Tennis Bafra, Väsen.
Stephan Lövstrand har gjort musikinspelningar som sträcker sig från tung rock som Meshuggah till klassisk musik med konsertpianisten Peter Jablonski.
Mats Nyman har skrivit musik till artister som Pandora och Popsie, svarat för musikproduktionen för artister som Måns Zelmerlöv och inspelning och mixning av artister som Looptroop Rockers.
Vladi Vargas studioprojekt innefattar artister som Emrik, Form One, Junior Kelly, Promoe, Looptroop Rockers, Million Stylez, Timbuktu (artist) och Måns Zelmerlöv.

## Film (urval)
Mats Nyman har ansvarat för original musik till långfilmen 30:e november med Göran Gillinger och María Celedonio i huvudrollerna.
Martin Igelström arbetade med mixning av långfilmen The Queen of Sheba’s Pearls som belönades med tre Guldbaggar. Han var musiktekniker för långfilmen Se upp för dårarna med Nina Zinjani, Rakel Wärmländer och Korhan Abay i huvudrollerna. Igelström ansvarade för musikmixningen till långfilmen Sprängaren som vann en Guldbagge genom Brasse Brännström i en av huvudrollerna. Musikinspelningen och musikmixningen till långfilmen En underbar jävla jul med Robert Gustafsson i en av huvudrollerna gjordes av Martin Igelström.
Stephan Lövstrand var ljudtekniker för långfilmen Grabben i graven bredvid som fick en Guldbagge genom Michael Nyqvist i en av huvudrollerna.